# Homînka, Odesa
Homînka (în ucraineană Хоминка) este un sat în Comuna Dacine din raionul Odesa, regiunea Odesa, Ucraina.

## Demografie
Componența lingvistică a localității Homînka
     Ucraineană (99,05%)
     Alte limbi (0,95%)
Conform recensământului din 2001, majoritatea populației localității Homînka era vorbitoare de ucraineană (99,05%), existând în minoritate și vorbitori de alte limbi.